# Trichocerca lata
Trichocerca lata är en hjuldjursart som först beskrevs av Jennings 1894.  Trichocerca lata ingår i släktet Trichocerca och familjen Trichocercidae. Inga underarter finns listade i Catalogue of Life.